# 蔡元雲
蔡元雲，SBS，JP，（1945年9月23日—）香港知名宗教界及醫學界人士，社會工作者，突破機構創辦人之一，曾任突破雜誌社長、突破機構總幹事、突破滙動青年（現稱青年全球網絡）會長，現任教會關懷貧窮網絡副主席。

## 生平
蔡元雲早年畢業於聖公會聖馬太小學
以及英皇書院。之後在1971年畢業於加拿大曼尼托巴醫學院，獲取醫學博士銜，學成後旋即返港，於播道醫院行醫。當時，因感香港青少年的困境和需要，於1973年創辦《突破雜誌》。1976年他再往美國Trinity International University攻讀心理輔導，學成後回港至今。他亦是極受歡迎的講員，經常在各家長與老師團體、學校、教會、及一些國際性會議主講有關青少年的課題。

## 著作
- 《醫者心》 ISBN 9789622640092
- 《敢夢‧ 想飛─ 你也可以計劃人生》 ISBN 9628791354
- 《從未遇上的父親》 ISBN 9789622643307
- 《塑造21 世紀年輕人─ 青少年工作者手冊》 ISBN 9622642586
- 《炮製少年不倒翁─ 家校抗逆手冊》 ISBN 9622643795
- 《與恩師的10堂課：我的路》 ISBN 9789888073054